# Ranger 4
Ranger 4 fu una sonda appartenente al Programma Ranger destinata a raggiungere la Luna, fotografarla e compiere alcuni studi scientifici prima di precipitare al suolo.

## La Sonda
Ranger 4 apparteneva alla seconda generazione di sonde del Programma Ranger, come Ranger 3. Il veicolo di base era alto 3,1 metri e consisteva in una capsula lunare ricoperta di balsa per limitare i danni derivanti dall'impatto con la superficie lunare, mentre la base, di forma esagonale di 1,5 metri di diametro accoglieva l'antenna parabolica ad alto guadagno e due pannelli solari erano disposti come due "ali" ed erano lunghi ben 5,2 metri. L'energia elettrica veniva fornita da 8.680 celle solari poste sui due pannelli e da una batteria di zinco - argento di 11,5 kg. Possedeva un motore principale più un retrorazzo frenante. Il controllo della sonda era affidato ad un computer a stato solido montato a bordo, mentre da terra riceveva i vari comandi da eseguire.
Il sistema di comunicazione prevedeva, oltre all'antenna ad alto guadagno, anche un'antenna omnidirezionale a guadagno medio e due trasmittenti, uno a 960.1 MHz e l'altro a 960.05 MHz.
La navigazione e il controllo di assetto erano affidati a sensori solari e terrestri. La temperatura era controllata passivamente, con placcature d'oro, alluminio lucido e vernice bianca.
A bordo erano alloggiati i seguenti strumenti scientifici:
- Una videocamera vidicom con uno scanner in grado di "leggere" una foto in 10 secondi.
- Uno spettrometro a raggi x.
- Un altimetro radar.
- Un sismometro da rilasciare sulla Luna.

Il sismometro, uguale a quello a bordo di Ranger 3, era chiuso in una capsula e possedeva un trasmettitore di 50 mW, un'antenna orientabile e 6 batterie che avrebbero dovuto alimentarlo per 30 giorni. Era progettato per sopportare un urto con la superficie lunare fino a 130/160 km/h.

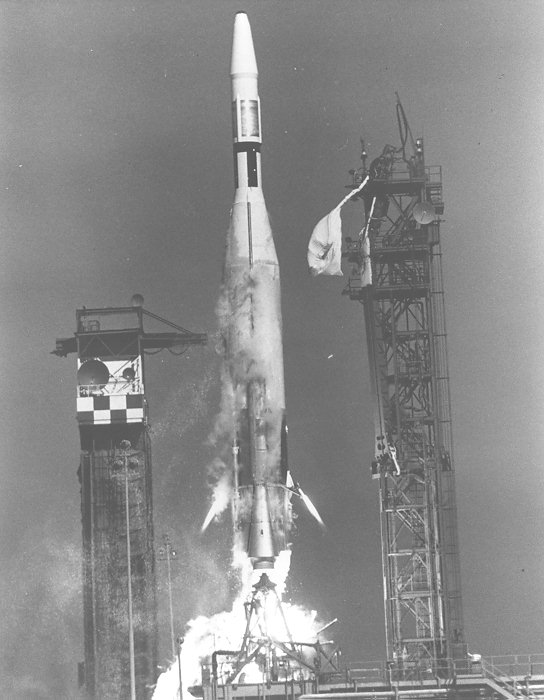
Lancio del Ranger 4

## La Missione
Ranger 4 fu lanciato il 23 aprile del 1962 alle 20:50:00 UTC tramite il razzo vettore Atlas-Agena. La sonda riuscì a lasciare l'orbita bassa terrestre ed iniziò il suo viaggio verso la Luna. Al momento della separazione della capsula dal vettore fu acceso il retrorazzo per immettere Ranger 4 sulla rotta corretta. Successivamente si sarebbero dovuti dispiegare i pannelli solari ed attivare la strumentazione per la navigazione, ma a causa di un malfunzionamento dell'alimentazione del computer di bordo, la sequenza vitale per la macchina non fu mai avviata. La sonda smise di funzionare 10 ore dopo il lancio per mancanza di energia elettrica. Tuttavia fu possibile tracciare il percorso di Ranger 4 utilizzando la trasmittente incorporata nel sismografo.
La sonda impattò con il lato opposto della Luna alle coordinate 229,3° est - 15,5° sud, con una velocità di 9.600 km/h il 26 aprile del 1962, dopo 64 ore di volo e fu la prima navicella spaziale statunitense a raggiungere un altro corpo celeste. Inoltre fu la prima volta che il connubio Atlas-Agena-Ranger funzionò alla perfezione.